# Kilianki
Kilianki (Duits: Friedensdorf) is een plaats in het Poolse woiwodschap Ermland-Mazurië, in het district Olecki. De plaats maakt deel uit van de landgemeente Kowale Oleckie en telt 25 inwoners.